# Jean Barbera
Pour les articles homonymes, voir Barbera (homonymie).
Jean Barbera est un animateur de télévision belge né en 1978.

## Biographie
Jean Barbera s'est surtout fait connaître lors de ses passages dans les castings des émissions de télé réalité Star Academy, la Nouvelle Star.
En quête d'une reconnaissance médiatique, il tente l'aventure à RTL qui cherchait des animateurs pour ses nouvelles émissions. Il sera d'abord recalé, puis rappelé pour le lancement de Plug TV.  

### Animateur / Chroniqueur surPlug TV
- 2002 : Ça va se savoir
- 2004–2005 : chroniqueur à C'est pas Hollywood ;
- 2005–2006 : animateur de Jean Barbera Show ;
- avril 2007 : retour après quelques passages chez Sébastien Cauet et dans l'Émission Sans Interdit, et une nouvelle saison du Jean Barbera Show ;
- 9–13 avril 2007 : Ze Live, remplaçant David Antoine. Dans cette même émission, en mai, aura lieu un concours, dont la gagnante aura droit à un dîner en tête-à-tête avec Jean (et un lecteur DVD) ;
- 2008 : remplacement de David Antoine à l'animation de l'E-Classement, le samedi en fin d'après-midi.
- Pour ceux qui ne le connaissent pas, Jean Barbera a fait ses débuts dans «la Nouvelle Star», mais aussi a participé à «Ca va se savoir», «Tu passes quand tu veux», «Septante et un», «C'est pas Hollywood», «Cauet Tv» , «L'émission Sans interdit», «Ze live» et «E-classement» en remplacement de David Antoine, «La folle route» avec Magloire et Vincent Mc Doom où il fausse compagnie à ses camarades qui finalement vont le retrouver à Charleroi lors du dernier épisode de l'émission de télé-réalité produite par Sébastien Cauet, «Fort Boyard», «Ma vie à la télé», «le Maillon faible», «la Roue de la fortune», mais aussi «ll parait que", «Ca se discute", «C'est la vie en plus", «Belgium by night", «Les 10 ans de Plug", « Le Juste prix à Viva for Life », «Touche pas à mon poste", «C'est pas la fin du monde", «La caisse à savon", «la télé de A à Z, «De quoi je me mêle", «RTL, c'est culte, «La roue de la fortune

### Émissions télévisées
- avril 2003 : saison 1 de la Nouvelle Star ;
- juillet 2009 : participation à La folle route 2 avec Magloire et Vincent McDoom (TF6):  produite par Sébastien Cauet
- 2004 : Le Maillon faible
- 26 décembre 2006 : Ça se discute sur France 2
- 2008 : Fort Boyard (adaptation belge)
- 29 janvier 2009 : participation au jeu La Roue de la fortune (TF1) ;
- 14 janvier 2010 : participation au jeu Le Juste Prix avec Vincent Lagaf' (TF1). Il y remporte la vitrine d'une valeur de 14 298 €.

### Radio
Le mardi 25 janvier 2011, Bruno Guillon parle de lui dans le morning de Virgin Radio à cause d'un reportage sur lui diffusé plus tôt sur la chaine NT1. Après trois jours de problèmes techniques, il est finalement joignable, à la grande émotion générale, le vendredi 28 janvier en compagnie de son idole Philippe Risoli, ancien animateur du Juste Prix. Il fait découvrir notamment sa chanson La Chouille.

### Participation à des films
- 2019: retrouvailles avec Vincent Lagaf dans le film "Marguerite"
- 2021: Remake de la Casa del Papel

### Rencontres avec ....
- 7 septembre 1998, Philippe Risoli + 22 et 23 février 2005 (en Belgique durant l'enregistrement de l'émission C'est pas Hollywood sur Plug TV) + 28 janvier 2011 (sur Virgin Radio)
- J.R. de Dallas, Hugh Grant, Chantal Goya, Virginie Efira, Jean-Luc Delarue, Carlos, Grégory Lemarchal, Cyril Hanouna, Stromae,...